# Michele Di Piedi
Michele Di Piedi (Palermo, 21 dicembre 1980) è un allenatore di calcio ed ex calciatore italiano, di ruolo attaccante, tecnico dell'Europa FC.

## Carriera
Cresciuto nelle giovanili della Fiorentina, il possente attaccante palermitano inizia a muovere i suoi primi passi nell'eccellenza regionale siciliana tra le file del Siracusa, contribuendo alla promozione degli azzurri. L'anno successivo esordisce nel Campionato Nazionale Dilettanti sempre con i siciliani, che gli permettono di mettersi in mostra in quanto titolare inamovibile. Opportunità che coglie al meglio, in quanto gli permette l'anno successivo di convincere il Perugia a metterlo sotto contratto.
Michele Di Piedi fa il suo esordio nella Football League Championship, la seconda serie inglese, il 13 agosto 2000 con la maglia dello Sheffield Wednesday contro il Wolverhampton. In seguito prolunga il contratto di quattro anni.
La seconda stagione con lo Sheffield Wednesday è costellata da parecchi infortuni che non gli consentono di giocare ai livelli della stagione precedente. Poi, all'inizio del 2002, viene dato in prestito all'Odd Grenland, club della massima serie norvegese.
Anche nel 2002-2003 inizia la stagione con la casacca dello Sheffield Wednesday ed in seguito viene nuovamente ceduto in prestito al Bristol Rovers.
Nel 2004-2005 gioca nella massima serie cipriota con la maglia dell'APOEL, segnando 2 gol in 5 partite. È il primo calciatore italiano a giocare nel campionato cipriota.
Nel 2005-2006 viene ingaggiato dal Gela con cui disputa 9 gare in Serie C1.
Nel 2006-2007 torna a giocare in Inghilterra con il Doncaster Rovers, formazione della serie C inglese.
Nel 2007-2008 torna in Italia e disputa il campionato di Serie C2 con la Nuorese. In questa stagione scende in campo 14 volte e segna un gol. Nell'estate del 2008 la formazione sarda non si iscrive al campionato di pertinenza e Di Piedi rimane svincolato. Tuttavia, a Nuoro viene allestita una nuova compagine calcistica che prende parte al campionato di Promozione di cui Di Piedi farà parte disputando 20 partite e segnando 10 gol.
Il 2009-2010 è un anno travagliato per il palermitano. Inizialmente viene tesserato dal Castrovillari Calcio con cui disputa il campionato di Serie D, successivamente nel mese di gennaio si trasferisce sempre in quarta serie dapprima al Sapri e poi al più quotato Vigor Lamezia.
Nell'agosto 2010 viene tesserato dal Mazara con cui prende parte al campionato di Serie D. Il 1º dicembre 2010 lascia la formazione canarina e si trasferisce all'Acireale.
Nel marzo 2012 viene tesserato dal Tauras formazione del massimo campionato lituano, con cui gioca 7 partite senza mai segnare.
Il 27 agosto del 2012 viene ingaggiato dal Milazzo, squadra militante in Lega Pro Seconda Divisione, girone A; pochi mesi più tardi lascia la squadra per trasferirsi al Nardò, in Serie D. Con la squadra pugliese gioca 9 partite segnando anche un gol. Complice la situazione finanziaria dei salentini, passa nell'estate 2013 alla Società Sportiva Rende, sempre in Serie D.
Nel mercato invernale successivo emigra in Myanmar firmando per la squadra locale del Nay Pyi Taw, con cui ha diritto a disputare l'AFC Cup, nella quale mette a segno una rete in 6 presenze.
Libero dopo l'ultima esperienza, si accorda con il Persib, squadra indonesiana. Rescinde poi il contratto perché il campionato locale viene bloccato da alcuni problemi sorti tra il governo e la federazione e va a giocare in Venezuela col Metropolitanos.
Ad agosto 2016 passa al Mons Calpe, a Gibilterra. Nella stagione 2017/18 milita nell'Atlético dos Arcos, club portoghese di Arcos de Valdevez, per poi passare nel gennaio 2018 al Paceco. L'anno successivo torna a giocare nel campionato gibilterrino, prima nel Mons Calpe e poi nel Glacis United.

## Palmarès

### Club

#### Competizioni nazionali
- Supercoppa di Cipro: 1

APOEL Nicosia: 2004
- Football League Trophy: 1

Doncaster Rovers: 2006-2007

#### Competizioni regionali
- Eccellenza: 1

Siracusa: 1997-1998